# 柯特茲撞擊坑
柯特茲撞擊坑（英語：Kertész）是一個位於水星巨大撞擊盆地卡洛里盆地西緣的撞擊坑。該撞擊坑於2008年以匈牙利出生的美國攝影師安德烈·柯特茲命名。

## 概要
柯特茲撞擊坑底部有不尋常明亮的物質存在，位於卡洛里盆地西北緣的桑德撞擊坑底部也有明亮的物質存在。在柯特茲撞擊坑東北方一個小撞擊坑有極為明亮的射紋系統和撞擊噴發物，代表該撞擊坑極為年輕。